# Sendeanlage Penegal
Der Sender Penegal besteht aus drei Sendeanlagen auf dem Penegal im Mendelkamm in Italien. Er ist ein Südtiroler Hauptsender der Radiotelevisione Italiana und der Rundfunk-Anstalt Südtirol, genauso wie der Sender Plose. Diese Sendeanlage versorgt den Großraum  Bozen.

## Abgestrahlte analoge Radioprogramme (UKW)
| Frequenz (MHz) | Programm               | RDS PS                                                                  | RDS PI     | Regionalisierung | ERP (kW)  | Antennendiagramm rund (ND)/gerichtet (D) | Polarisation horizontal (H)/vertikal (V)/zirkular (Z) |
| -------------- | ---------------------- | ----------------------------------------------------------------------- | ---------- | ---------------- | --------- | ---------------------------------------- | ----------------------------------------------------- |
| 87,9           | Rai Radio 1            | *Radio1_                                                                | 5201, 5401 | Alto Adige       | 6,3 / 6,3 | D (40–80°)                               | H / V                                                 |
| 92,3           | Rai Radio 2            | *Radio2_                                                                | 5202, 5402 | Alto Adige       | 6,3 / 6,3 | D (40–80°)                               | H / V                                                 |
| 94,5           | Rai Radio 3            | *Radio3_                                                                | 5203       | –                | 6,3 / 6,3 | D (40–80°)                               | H / V                                                 |
| 95,1           | Rai Gr Parlamento      | RAI-GRPR                                                                | 5206       | –                | 6,3 / 6,3 | D (40–80°)                               | H / V                                                 |
| 97,8           | Radio Italia           | R_ITALIA                                                                | 5220       | –                | 2         | D (40–80°)                               | V                                                     |
| 98,7           | Radio 2000             | Radio___/2000____/mit_mehr/Melodie_/Verkehrs/-info___/0474____/06_06_06 | 5F1F       | –                | 40        | D (10–150°)                              | V                                                     |
| 99,0           | Rai Südtirol           | Rai_Sued/tirol___                                                       | 5404       | –                | 6,3 / 6,3 | D (40–80°)                               | H / V                                                 |
| 99,3           | Radio 105              | __105___                                                                | 5211       | –                | 5 / 5     | D (60–90°)                               | H / V                                                 |
| 100,3          | Hitradio Ö3            | RAS_OE_3                                                                | A203       | –                | 6,3 / 6,3 | D (30–80°, 110–180°)                     | H / V                                                 |
| 102,3          | Radio Deejay           | _DEEJAY_                                                                | 5214       | –                | 6,3       | D (0–180°, 240–300°)                     | V                                                     |
| 102,6          | RTL 102.5              | RTL102.5                                                                | 5218       | –                | 20        | D (40–70°)                               | V                                                     |
| 103,3          | ORF Radio Tirol        | RAS_ORFTirol                                                            | AA0A       | –                | 6,3 / 6,3 | D (30–80°, 110–180°)                     | H / V                                                 |
| 104,7          | Ö1                     | RAS_OE_1                                                                | A201       | –                | 6,3 / 6,3 | D (30–80°, 110–180°)                     | H / V                                                 |
| 106,3          | Radio NBC Rete Regione | RETE_NBC/INFO_A22                                                       | 5F42, 5F5E | –                | 7,9       | D (20–90°)                               | V                                                     |
| 107,2          | Radio Tirol            | R.Tirol_                                                                | 5146       | –                | 6,3 / 6,3 | D (40–80°, 170–180°)                     | H / V                                                 |
| 107,5          | Radio Maria            | R.MARIA_                                                                | 51CC       | –                | 4         | D (30–310°)                              | V                                                     |

## Abgestrahlte digitale Radioprogramme (DAB)
In DAB/DAB+ werden folgende Programme ausgestrahlt:
| Block              | Programme | ERP (in kW) | Antennen- diagramm rund (ND), gerichtet (D) | Gleichwellennetz (SFN) |
| ------------------ | --- | ----------- | ------------------------------------------- | --- |
| 10B RAS1-DAB       | - Rai Radio 1 TAA - Rai Radio 2 TAA - Rai Radio 3 - Rai Südtirol - Bayern 3 - BR-Klassik - BR24 - Deutschlandfunk Kultur - Die Maus - Radio Swiss Classic - Radio Swiss Pop | 3,2         | V                                           | - Südtirol: Aberstückl, Abtei, Antholz Mittertal, Barbian (Lajen), Brenner, Brixen (Plose), Eggental (Rauth), Enneberg, Franzensfeste (Mittewald), Freienfeld, Graun im Vinschgau, Grödnertal, Grödner Joch (Wolkenstein), Gsies, Hühnerspiel, Kardaun, Kastelruth, Kematen (Pfitscher Tal), Kronplatz, Kurzras, Lüsen (Oberhaus-Hof), Luttach, Mals, Melag (Pratzen), Meran (Mut), Meransen, Moos in Passeier, Mühlwald, Neumarkt (Laag), Obervinschgau, Pens (Hohe Scheibe), Pfelders (Passeiertal), Pfunders, Pragser Tal, Prettau, Proveis, Ratschings, Rein in Taufers, Ritten, Sarnthein, Schlinig, Seis (St. Konstantin), St. Gertraud, St. Leonhard in Passeier, St. Martin im Kofel, St. Pankraz, Sterzing (Rosskopf), Sulden, Toblach (Scheibeneck), Unser Frau in Schnals, Welschellen, Wengen - Trentino: Penegal, Paganella |
| 10C DABMEDIA       | - Radio 2000 - 80 DAB - Radio Gherdëina Dolomites - Radio Edelweiss - Die Antenne - Radio Dolomiti - Radio Grüne Welle - Radio Sacra Famiglia - Radio Tirol (Südtirol) - Radio Maria Südtirol - Südtirol 1 - ERF Südtirol - StadtRadio Meran - Radio Holiday - Radio Italia Anni 60                     | 3,2         | V                                           | - Südtirol: Aberstückl, Abtei, Antholz Mittertal, Barbian (Lajen), Brenner, Brixen (Plose), Enneberg, Franzensfeste (Mittewald), Freienfeld, Graun im Vinschgau, Grödnertal, Grödner Joch (Wolkenstein), Gsies, Hühnerspiel, Kardaun, Kastelruth, Kematen (Pfitscher Tal), Kronplatz, Kurzras, Lüsen (Oberhaus-Hof), Luttach, Mals, Melag (Pratzen), Meran (Mut), Meransen, Moos in Passeier, Mühlwald, Neumarkt, Obervinschgau, Pens (Hohe Scheibe), Pfelders (Passeiertal), Pfunders, Pragser Tal, Prettau, Proveis, Ratschings, Rein in Taufers, Ritten, Sarnthein, Schlinig, Seis (St. Konstantin), St. Gertraud, St. Leonhard in Passeier, St. Martin im Kofel, St. Pankraz, Sterzing (Rosskopf), Sulden, Toblach (Scheibeneck), Unser Frau in Schnals, Welschellen, Wengen - Trentino: Penegal, Paganella                          |
| 10D RAS2-DAB       | - Ö1 - ORF Tirol - Ö3 - FM4 - Bayern 1 OBB - Bayern 2 - BR Heimat - Deutschlandfunk Nova - Radio Rumantsch - Rete Due - Radio Swiss Jazz | 3,2         | V                                           | - Südtirol: Aberstückl, Abtei, Antholz Mittertal, Barbian (Lajen), Brenner, Brixen (Plose), Eggental (Rauth), Enneberg, Franzensfeste (Mittewald), Freienfeld, Graun im Vinschgau, Grödnertal, Grödner Joch (Wolkenstein), Gsies, Hühnerspiel, Kardaun, Kastelruth, Kematen (Pfitscher Tal), Kronplatz, Kurzras, Lüsen (Oberhaus-Hof), Luttach, Mals, Melag (Pratzen), Meran (Mut), Meransen, Moos in Passeier, Mühlwald, Neumarkt (Laag), Obervinschgau, Pens (Hohe Scheibe), Pfelders (Passeiertal), Pfunders, Pragser Tal, Prettau, Proveis, Ratschings, Rein in Taufers, Ritten, Sarnthein, Schlinig, Seis (St. Konstantin), St. Gertraud, St. Leonhard in Passeier, St. Martin im Kofel, St. Pankraz, Sterzing (Rosskopf), Sulden, Toblach (Scheibeneck), Unser Frau in Schnals, Welschellen, Wengen - Trentino: Penegal, Paganella |
| 12A EuroDab Italia | - RVaticana Ita + - RTL 102.5 - Radio Italia SMI - Radio Libertà - RadioFreccia - RTL 102.5 news - RTL 102.5 r&j - RTL 102.5 best - RadioZeta - KISSKISS - RTL 102.5 b&s - RadioItaliaTrend - RMC - Virgin Radio - SUBASIO XL - RTL 102.5 napulè - RTL 102.5 doc - inBlu 2000 - 105 - BBC World Service | 2,5         | V                                           | - Südtirol: Barbian (Lajen), Brixen (Plose), Freienfeld, Kronplatz, Meran (Mut), Toblach (Scheibeneck) - Trentino: Penegal, Riva del Garda (Monte Brione), Rovereto (Monte Finochio), Paganella |
| 12B RAI            | - Rai Radio 1 - Rai Radio 1 TAA - Rai Radio 1 Sport - Rai Radio 2 - Rai Radio 2 TAA - No Name Radio - Rai Radio 3 - Rai Radio Tutta Italiana - Rai Radio 3 Classica - Rai Radio Techete' - Rai Radio Live Napoli - Rai Radio Kids - Rai Gr Parlamento - Rai Südtirol - Rai Isoradio                     | 13,6        | V                                           | - Trentino: Avio (Malga Riondera), Penegal, Riva del Garda (Monte Brione), Rovereto (Monte Finochio), Paganella, Trient (Maranza-Pramaquart) |
| 12C DAB Italia     | - Radio Radicale - RR News - R101 - Deejay - Capital - Capital Funky - Deejay 30 Songs - M DUE O - M DUE O DANCE - Radio 24 - *RDS* - *RDS* Relax - Radio Maria - RMALB.IA - Radio 24 +1 - SERIE A con RDS - 105 DAB - ACI Radio                                                                        | 1           | V                                           | - Südtirol: Brixen (Plose), Freienfeld, Meran (Mut) - Trentino: Penegal |

## Abgestrahlte TV-Programme (DVB-T)
| Kan | Lan | Name                          |
| --- | --- | ----------------------------- |
| 05  | Ita | Rai 1                         |
| 05  | Ita | Rai 2                         |
| 05  | Deu | Rai 3 Südtirol                |
| 05  | Ita | Rai 3 TGR Trentino Alto Adige |
| 05  | Ita | Rai News 24                   |
| 05  | Ita | Rai Radio 1                   |
| 05  | Ita | Rai Radio 2                   |
| 05  | Ita | Rai Radio 3                   |
| 05  | Deu | Rai Südtirol+                 |
| 07  | Ita | Rai 1                         |
| 07  | Ita | Rai 2                         |
| 07  | Deu | Rai 3 Südtirol                |
| 07  | Ita | Rai 3 TGR Trentino Alto Adige |
| 07  | Ita | Rai News 24                   |
| 07  | Ita | Rai Radio 1                   |
| 07  | Ita | Rai Radio 2                   |
| 07  | Ita | Rai Radio 3                   |
| 07  | Deu | Rai Südtirol+                 |
| 22  | Ita | Rai 1                         |
| 22  | Ita | Rai 2                         |
| 22  | Deu | Rai 3 Südtirol                |
| 22  | Ita | Rai 3 TGR Trentino Alto Adige |
| 22  | Ita | Rai News 24                   |
| 22  | Ita | Rai Radio 1                   |
| 22  | Ita | Rai Radio 2                   |
| 22  | Ita | Rai Radio 3                   |
| 22  | Deu | Rai Südtirol+                 |
| 25  | Ita | La7                           |
| 25  | Ita | La7d                          |
| 26  | Ita | Rai 4                         |
| 26  | Ita | Rai Gulp                      |
| 26  | Ita | Rai Premium                   |
| 26  | Ita | Rai Movie                     |
| 26  | Ita | Rai YoYo                      |
| 27  | Deu | RAS SF1                       |
| 27  | Deu | RAS SF2                       |
| 27  | Deu | ZDF                           |
| 29  | Ita | Alto Adige TV                 |
| 29  | Deu | Südtirol Digital              |
| 29  | Deu | Südtirol 24 TV                |
| 29  | Deu | Südtirol Info                 |
| 29  | Ita | Videobolzano 33               |
| 29  | Deu | Willkommen Südtirol TV        |
| 30  | Ita | Rai Sport 1                   |
| 30  | Ita | Rai Sport 2                   |
| 30  | Ita | Rai 5                         |
| 30  | Ita | Rai Storia                    |
| 30  | Ita | Rai GR Parlamento             |
| 30  | Ita | TV2000                        |
| 31  | Ita | Alto Adige TV                 |
| 31  | Ita | Info Trentino                 |
| 31  | Ita | Shop in TV                    |
| 31  | Ita | Radio Lattemiele              |
| 31  | Deu | Südtirol TV                   |
| 31  | Ita | TML                           |
| 31  | Ita | TNN                           |
| 31  | Ita | Trentino TV                   |

Zudem sind auf dem Penegal noch weitere Multiplexe empfangbar, zum einen, wegen seiner hohen Lage, und zum anderen, weil in der Nähe die Sendeanlagen von Bozen, Guntschnaberg, Eppan, Gantkofel und Girlan senden.

## Sendegebiet
Das Sendegebiet reicht von Bozen bis nach Salurn, von Bozen bis nach Terlan und ins südliche Sarntal. Zusätzlich versorgt der Sender einen Teil der Ostseite des Eisacktals, z. B. Afers, Seis, Teile von Tiers, Lajen und Völs.